# هانس تیبولسکی
هانس تیبولسکی (انگلیسی: Hans Tibulski; ۲۲ فوریهٔ ۱۹۰۹ – ۲۵ اوت ۱۹۷۶) بازیکن فوتبال اهل آلمان بود.
از باشگاه‌هایی که در آن بازی کرده‌است می‌توان به باشگاه فوتبال شالکه ۰۴ و باشگاه ورزشی وردر برمن اشاره کرد.
وی همچنین در تیم ملی فوتبال آلمان بازی کرده‌است.